# Toshiaki Fushimi
Toshiaki Fushimi –en japonés, 伏見俊昭, Fushimi Toshiaki– (Shirakawa, 4 de febrero de 1976) es un deportista japonés que compitió en ciclismo en la modalidad de pista, especialista en la prueba de velocidad por equipos.
Participó en los Juegos Olímpicos de Atenas 2004, obteniendo una medalla de plata en la prueba de velocidad por equipos (junto con Masaki Inoue y Tomohiro Nagatsuka).

## Medallero internacional
| Juegos Olímpicos | Juegos Olímpicos | Juegos Olímpicos | Juegos Olímpicos      |
| Año              | Lugar            | Medalla          | Competición           |
| ---------------- | ---------------- | ---------------- | --------------------- |
| 2004             | Atenas (Grecia)  | Medalla de plata | Velocidad por equipos |